# Ballon, Irland
Ballon (iriska: Balana) är en ort i grevskapet Carlow i Republiken Irland. Den ligger vid vägen N80, cirka 15 kilometer sydost om Carlow. Tätorten (settlement) Ballon hade 712 invånare vid folkräkningen 2016.